# Nyirád
Nyirád es un pueblo ubicado en el distrito de Ajka, en el condado de Veszprém, Hungría.

## Superficie
Posee una superficie de 61,36 kilómetros cuadrados.

## Demografía
Hasta 2019 la población era de 1809 habitantes, con una densidad de población de 29,48 habitantes por kilómetro cuadrado.